# Lo stato d'assedio
(La Segretaria, Atto terzo)
Lo stato d'assedio è un'opera teatrale in tre atti di Albert Camus scritta nel 1948
Nel dramma si ritrovano alcuni dei grandi temi del pensiero camusiano: la paura (e più precisamente la creazione di un regime totalitario per mezzo della strumentalizzazione della paura), il coraggio della rivolta, la morte, il mare (come simbolo di purificazione e di libertà).
Nonostante il soggetto, l'opera ha dei risvolti tragicomici, i caratteri dei personaggi sono esagerati e spesso grotteschi, anche se questo può dipendere molto dal genere di interpretazione e dal taglio registico.
Scritta all'indomani della seconda guerra mondiale, Camus si riferisce alla dittatura hitleriana, ma soprattutto a quella di Francisco Franco che durerà fino al 1975. La storia si svolge in effetti in Andalusia, a Cadice.
Il discorso è però universale e riguarda tutti gli uomini. Camus, infatti, vuole dare un avvertimento contro il ritorno di simili regimi in tutto il mondo. Pertanto, Lo stato d'assedio affronta anche i temi della resistenza e dell'uguaglianza sociale mettendo in guardia contro la manipolazione, la rassegnazione, la sottomissione, la passività, e soprattutto contro lo "scendere a patti" con la tirannia.
Messa in scena per la prima volta dal regista Jean-Louis Barrault con le scenografie ideate da Balthus (nel Théâtre Marigny di Parigi il 27 ottobre 1948), l'opera è accolta inizialmente con freddezza dalla critica e dal pubblico, che si aspettavano un adattamento del romanzo La peste. Il dramma tuttavia è stato considerato dall'autore come uno degli scritti in cui si è maggiormente riconosciuto.
Di questa sua opera Camus diceva: «È un tentativo di elaborare una moralità moderna. È un dramma d'amore».